# Святой Гвидо
Гвидо (ок. 1004, Мелаццо — 2 июня 1070, Акви-Терме) — епископ Акви-Терме, святой Католической церкви, покровитель города Акви-Терме.

## Биография
Родители святого Гвидо были благородного происхождения и прибыли в Италию как подданные Рудольфа II Бургундского в 921 году. Они были администраторами замка, полученного императором в приданое на территории Акви-Терме (Мелаццо).
После смерти родителей Гвидо оставил их дело и посвятил себя учению, для чего отправился в Болонью.
Гвидо был в Болонье с 1019 до 1029 годы. Он вернулся в Акви, и после смерти епископа Дудоне (итал. Dudone), 17 марта 1034 года Гвидо, в возрасте тридцати лет, был избран епископом. Он был епископом епархии города до 1070 года.
В течение этого периода пожертвовал замок и все свои активы епархии Акви-Терме. Он также основал в Акви центр духовности и подготовки молодых женщин и монастырь Санта-Мария-де-Campis. Он увеличил и украсил собор Акви, посвятив его Деве Марии.
После смерти тело святого было помещено в мраморную гробницу в соборе Акви-Терме, где находится доныне.